# João Pedro Zappa
João Pedro Zappa Motta (Rio de Janeiro, 8 de outubro de 1988) é um ator brasileiro.

## Carreira

### Televisão
| Ano  | Título                      | Papel                              | Notas                          |
| ---- | --------------------------- | ---------------------------------- | ------------------------------ |
| 2007 | Cilada                      |                                    | Participação Especial          |
| 2008 | Guerra e Paz                |                                    | Episódio: Cães & Gatos         |
| 2009 | Por Toda Minha Vida         | Jerry Adriani                      | Episódio: Especial Raul Seixas |
| 2009 | Cinquentinha                | Gabriel Santoro de Carvalho Flores | [ 4 ]                          |
| 2010 | Nosso Querido Trapalhão     |                                    | Especial de fim de ano         |
| 2010 | A Turma do Pererê           | Tatu Pedro Vieira                  | [ 6 ]                          |
| 2010 | Morando Sozinho             | Conrado                            |                                |
| 2014 | Segunda Dama                | Gregório Garcez (Greg)             | [ 7 ]                          |
| 2015 | Além do Tempo               | Bento (jovem)                      | Participação Especial          |
| 2015 | Questão de Família          | Miguel                             |                                |
| 2017 | Os Dias Eram Assim          | Sérgio Amaral (Serginho)           |                                |
| 2017 | Os Homens São de Marte      | João Campos                        | Episódio: "17 de setembro"     |
| 2019 | Vítimas Digitais            | Arthur                             | Episódio: "Maria Clara"        |
| 2019 | Santos Dumont               | Santos Dumont                      |                                |
| 2020 | Reality Z                   | TK                                 |                                |
| 2021 | Nos Tempos do Imperador     | Cornélio Pindaíba (Nélio)          |                                |
| 2023 | Betinho - No Fio da Navalha | Felipe                             |                                |
| 2024 | Suíte Magnólia              | Rubem                              |                                |
| 2025 | Raul Seixas: Eu Sou         | Paulo Coelho                       |                                |
| 2025 | Êta Mundo Melhor!           | Cirineu (jovem)                    | Episódio: "24 de julho"        |

### Cinema
| Ano  | Título                              | Papel            | Notas          |
| ---- | ----------------------------------- | ---------------- | -------------- |
| 2008 | O Vampiro do Meio-Dia               | Adolescente      | Curta-metragem |
| 2009 | Enquanto Isso                       | Bernado          | Curta-metragem |
| 2009 | Direita É a Mão Que Você Escreve    | Antônio          | Curta-metragem |
| 2011 | Desassossego (Filme das Maravilhas) | [ 15 ]           |                |
| 2012 | Gaydar                              |                  | Curta-metragem |
| 2012 | Ressaca                             | Thiago           |                |
| 2012 | Os Mortos-Vivos                     | [ 17 ]           | Curta-metragem |
| 2012 | Disparos                            | Guto             |                |
| 2012 | Éden                                | Vinte Anos       |                |
| 2013 | Coisas Nossas                       | Ivan             | Curta-metragem |
| 2014 | Boa Sorte                           | João             |                |
| 2014 | Mutantes                            | Bruno            | Curta-metragem |
| 2014 | Aula de Reforço                     | Bento            | Curta-metragem |
| 2017 | Destinos                            | Antônio          | Curta-metragem |
| 2017 | Gabriel e a Montanha                | Gabriel Buchmann |                |
| 2018 | Vende-se esta Moto                  | Xéu              |                |
| 2018 | Rasga Coração                       | Maguari Pistolão |                |
| 2019 | B.O.                                | João Lucas       |                |
| 2021 | Noites de Alface                    | Nico             |                |
| 2025 | Vítimas do Dia                      | Marlon           |                |

### Teatro
| Ano  | Título                            | Personagem |
| ---- | --------------------------------- | ---------- |
| 2007 | O Dragão Verde                    |            |
| 2008 | Um Garoto Chamado Rorbeto         |            |
| 2012 | Querida Helena Sergueievna        | Volódia    |
| 2013 | A importância de ser perfeito     | Cecília    |
| 2014 | Pedro Malazarte e a Arara Gigante | Janota     |
| 2015 | Sonhos de um Sedutor              | Alan       |
| 2015 | O Processo                        |            |
| 2016 | Guia Afetivo da Periferia         |            |
| 2018 | Pra onde vão os corações partidos | Santiago   |

## Prêmios e indicações
| Ano  | Prêmio                                 | Indicação               | Trabalho                          | Resultado | ref    |
| ---- | -------------------------------------- | ----------------------- | --------------------------------- | --------- | ------ |
| 2009 | Festival Cine-Esquema-Novo             | Melhor Ator             | Ressaca                           | Venceu    | [ 26 ] |
| 2014 | Festa Internacional de Teatro de Angra | Melhor Ator             | A Importância de ser Perfeito     | Indicado  | [ 27 ] |
| 2014 | Prêmio CBTIJ de Teatro                 | Melhor Ator Coadjuvante | Pedro Malazarte e a Arara Gigante | Indicado  | [ 28 ] |
| 2015 | Prêmio Guarani de Cinema Brasileiro    | Melhor Revelação        | Boa Sorte                         | Indicado  |        |
| 2018 | Grande Prêmio do Cinema Brasileiro     | Melhor Ator             | Gabriel e a Montanha              | Indicado  | [ 30 ] |
| 2018 | Prêmio Guarani de Cinema Brasileiro    | Melhor Ator             | Gabriel e a Montanha              | Indicado  | [ 31 ] |
| 2021 | Prêmio Notícias da TV                  | Revelação da TV         | Nos Tempos do Imperador           | Indicado  |        |
| 2021 | Prêmio Contigo! de TV                  | Revelação da TV         | Nos Tempos do Imperador           | Indicado  |        |